# Indijski sup
Indijski sup (lat.: Gyps indicus ) je strvinar starog svijeta porijeklom iz Indije, Pakistana i Nepala. Navedena je kao kritično ugrožena na IUCN-ovom crvenom popisu od 2002. godine, jer je broj populacije ozbiljno opao, a uzrok je zatajenje bubrega trovanjem diklofenakom . Razmnožava se uglavnom na brdovitim pučinama u središnjoj i poluotočnoj Indiji.   

## Opis
Indijski sup je srednje velik i glomazn strvinar. Tijelo i perje su blijedi, perjanica je tamnija. Krila su široka, a repno perje kratko. Glava i vrat gotovo su ćelavi, a vrat prilično dugačak. To je 81–103 cm dugačko tijelo s rasponom krila između 1.96 i 2.38 metara. Ženke su manjih dimenzija od mužjaka.
Teži 5.5–6.3 kg. Manji je od bjeloglavog supa,a od njega se razlikuje po manjim dimenzijama tijela i rasponu krila.

## Ponašanje
Indijski sup uglavnom se može pronaći na liticama u Južnoj i Srednjoj Indiji, a poznato je da se gnijezdi u šumama Rajasthana. Može ga se naći i na visokim građevinama, poput hrama Chaturbhuj. Poput ostalih supova, on je i čistač hrane, te se hrani uglavnom od leševa, što pronalazi lebdeći iznad savana i oko ljudskog staništa. Često živi u jatu. 

## Status i očuvanje

### Smanjenje populacije
Populacija indijskog i bengalskog supa, u Bangladešu, Pakistanu i Indiji pretrpjela je smanjenje za 99% -97%. Između 2000-2007. Stopa pada ove iznosila je u prosjeku preko šesnaest posto.  Uzrok tome identificiran je kao trovanje uzrokovano veterinarskim lijekom diklofenakom. Diklofenak je nesteroidni protuupalni lijek (NSAID) i ako se daje životinjama, može umanjiti bolove u zglobovima i na taj način ih usmrtiti. Smatra se kako supovi prokutaju lijek s mesom mrtvih goveda kojima su ljudi davali diklofenak. 

### Programi očuvanja populacije u zatočeništvu
Kako bi se očuvala populacija indijskih supova započeti su programi uzgoja u zatočeništvu. Proces parenja i razmnožavanja koji traje dugo, očekuje se da će programi trajati desetljećima. Lešinari u zatočeništvu dostižu dob s otprilike pet godina. Nada se da će ptice u zatočeništvu biti puštene u divljinu kada se smanji količina diklofenaka.     